# Bayi Nanzi Paiqiu Dui 2015-2016
Questa voce raccoglie le informazioni riguardanti il Bayi Nanzi Paiqiu Dui nelle competizioni ufficiali della stagione 2015-2016.

## Organigramma societario
Area direttiva
- Presidente: Wang Hui

Area tecnica
- Allenatore: Li Haiyun
- Secondo allenatore: Chen Fang
- Assistente allenatore: Liu Hao

Area sanitaria
- Medico: Duan Jianqiang

## Rosa
| N° | Nome           | Ruolo | Data di nascita   | Nazionalità sportiva |
| -- | -------------- | ----- | ----------------- | -------------------- |
| 1  | Qiu Xuechen    | C     | ? gennaio 1991    | Cina                 |
| 2  | Cui Jun        | P     | ? luglio 1989     | Cina                 |
| 3  | Mao Tianyi     | P     | 2 giugno 1993     | Cina                 |
| 4  | Liu Tingwei    | S/O   | ? giugno 1987     | Cina                 |
| 5  | Ma Xiaoteng    | L     | ? giugno 1991     | Cina                 |
| 6  | Tang Chuanhang | S/O   | 4 ottobre 1995    | Cina                 |
| 7  | Zhong Weijun   | S     | 20 aprile 1989    | Cina                 |
| 8  | Zhao Yichen    | S     | ? dicembre 1989   | Cina                 |
| 9  | Xu Jingtao     | C     | 7 luglio 1988     | Cina                 |
| 10 | Wu Yiwen       | P     | ? luglio 1990     | Cina                 |
| 11 | Wang Xiaoyong  | S     | ? agosto 1996     | Cina                 |
| 12 | Feng Bo        | S     | ? agosto 1994     | Cina                 |
| 13 | Gu Han         | S     | 17 febbraio 1994  | Cina                 |
| 14 | Zhu Jinpeng    | C     | ? maggio 1993     | Cina                 |
| 15 | Chai Ming      | C     | 3 marzo 1995      | Cina                 |
| 16 | Guo Peng       | C     | ? luglio 1982     | Cina                 |
| 17 | Xu Peng        | S     | 21 settembre 1996 | Cina                 |
| 18 | Geng Weiqiang  | S     | ? settembre 1991  | Cina                 |
| 19 | Liu Zhaochin   | S/O   | 8 marzo 1991      | Cina                 |
| 20 | Men Guangdong  | S     | ? giugno 1992     | Cina                 |

## Mercato
| Acquisti | Acquisti      | Acquisti | Acquisti   |
| R.       | Nome          | da       | Modalità   |
| -------- | ------------- | -------- | ---------- |
| S        | Men Guangdong | ?        | definitivo |

| Cessioni | Cessioni     | Cessioni | Cessioni   |
| R.       | Nome         | a        | Modalità   |
| -------- | ------------ | -------- | ---------- |
| S/O      | Wang Xiaowei | ?        | definitivo |

## Risultati

### Volleyball League A

#### Regular season

##### Prima fase
| 1ª giornata - 15 novembre 2015 Nanyang City Sports Center Stadium, Nanyang | Henan     | 0 - 3 | Bayi      | 19-25, 21-25, 31-33               |
| 2ª giornata - 19 novembre 2015 University Students Gymnasium, Pechino      | Bayi      | 3 - 1 | Henan     | 27-25, 19-25, 25-22, 28-26        |
| 3ª giornata - 22 novembre 2015 Zibo City Sports Center Arena, Zibo         | Shandong  | 2 - 3 | Bayi      | 25-22, 21-25, 22-25, 25-18, 13-15 |
| 4ª giornata - 26 novembre 2015 University Students Gymnasium, Pechino      | Bayi      | 0 - 3 | Beijing   | 23-25, 19-25, 22-25               |
| 5ª giornata - 29 novembre 2015 University Students Gymnasium, Pechino      | Bayi      | 3 - 0 | Guangdong | 25-10, 25-21, 29-27               |
| 6ª giornata - 3 dicembre 2015 Fushun City College Gymnasium, Fushun        | Liaoning  | 1 - 3 | Bayi      | 16-25, 21-25, 25-22, 21-25        |
| 7ª giornata - 6 dicembre 2015 University Students Gymnasium, Pechino       | Bayi      | 3 - 0 | Liaoning  | 25-16, 25-15, 25-17               |
| 8ª giornata - 10 dicembre 2015 University Students Gymnasium, Pechino      | Bayi      | 3 - 1 | Shandong  | 21-25, 25-18, 27-25, 27-25        |
| 9ª giornata - 13 dicembre 2015 Glory Stadium, Pechino                      | Beijing   | 3 - 2 | Bayi      | 25-18, 25-23, 19-25, 23-25, 15-13 |
| 10ª giornata - 17 dicembre 2015 Taishan Xinning Stadium, Taishan           | Guangdong | 1 - 3 | Bayi      | 21-25, 21-25, 25-23, 21-25        |

##### Seconda fase
| 11ª giornata - 24 dicembre 2015 Fujian Normal University Gymnasium, Fuzhou  | Fujian   | 3 - 1 | Bayi     | 24-26, 25-21, 25-20, 25-18        |
| 12ª giornata - 27 dicembre 2015 Shuangliu County Sports Center, Chengdu     | Sichuan  | 3 - 2 | Bayi     | 25-20, 25-20, 21-25, 21-25, 15-12 |
| 13ª giornata - 31 dicembre 2015 University Students Gymnasium, Pechino      | Bayi     | 2 - 3 | Fujian   | 25-16, 24-26, 27-25, 22-25, 13-15 |
| 14ª giornata - 3 gennaio 2016 University Students Gymnasium, Pechino        | Bayi     | 3 - 2 | Sichuan  | 25-21, 20-25, 29-27, 29-31, 15-10 |
| 15ª giornata - 7 gennaio 2016 Luwan Gymnasium, Shanghai                     | Shanghai | 3 - 0 | Bayi     | 25-16, 25-18, 25-18               |
| 16ª giornata - 10 gennaio 2016 University of Technology Gymnasium, Nanchino | Jiangsu  | 2 - 3 | Bayi     | 25-21, 26-28, 25-23, 18-25, 12-15 |
| 17ª giornata - 14 gennaio 2016 University Students Gymnasium, Pechino       | Bayi     | 0 - 3 | Shanghai | 16-25, 22-25, 18-25               |
| 18ª giornata - 17 gennaio 2016 University Students Gymnasium, Pechino       | Bayi     | 3 - 0 | Jiangsu  | 25-16, 25-20, 28-26               |

## Statistiche

### Statistiche di squadra
| Competizione        | Punti | In casa | In casa | In casa | In trasferta | In trasferta | In trasferta | Totale | Totale | Totale |
| Competizione        | Punti | G       | V       | P       | G            | V            | P            | G      | V      | P      |
| ------------------- | ----- | ------- | ------- | ------- | ------------ | ------------ | ------------ | ------ | ------ | ------ |
| Volleyball League A | 21    | 9       | 6       | 3       | 9            | 5            | 4            | 18     | 11     | 7      |
| Totale              | -     | 9       | 6       | 3       | 9            | 5            | 4            | 18     | 11     | 7      |

G = partite giocate; V = partite vinte; P = partite perse

### Statistiche dei giocatori
| Giocatore | Volleyball League A | Volleyball League A | Volleyball League A | Volleyball League A | Volleyball League A | Totale | Totale | Totale | Totale | Totale |
| Giocatore | P                   | PT                  | AV                  | MV                  | BV                  | P      | PT     | AV     | MV     | BV     |
| --------- | ------------------- | ------------------- | ------------------- | ------------------- | ------------------- | ------ | ------ | ------ | ------ | ------ |
| Chai M.   | ?                   | ?                   | ?                   | ?                   | ?                   | ?      | ?      | ?      | ?      | ?      |
| Cui J.    | ?                   | ?                   | ?                   | ?                   | ?                   | ?      | ?      | ?      | ?      | ?      |
| Feng B.   | ?                   | ?                   | ?                   | ?                   | ?                   | ?      | ?      | ?      | ?      | ?      |
| Geng W.   | ?                   | ?                   | ?                   | ?                   | ?                   | ?      | ?      | ?      | ?      | ?      |
| Guo P.    | ?                   | ?                   | ?                   | ?                   | ?                   | ?      | ?      | ?      | ?      | ?      |
| Gu H.     | ?                   | ?                   | ?                   | ?                   | ?                   | ?      | ?      | ?      | ?      | ?      |
| Liu T.    | ?                   | ?                   | ?                   | ?                   | ?                   | ?      | ?      | ?      | ?      | ?      |
| Liu Z.    | ?                   | ?                   | ?                   | ?                   | ?                   | ?      | ?      | ?      | ?      | ?      |
| Mao T.    | ?                   | ?                   | ?                   | ?                   | ?                   | ?      | ?      | ?      | ?      | ?      |
| Ma X.     | ?                   | ?                   | ?                   | ?                   | ?                   | ?      | ?      | ?      | ?      | ?      |
| Men G.    | ?                   | ?                   | ?                   | ?                   | ?                   | ?      | ?      | ?      | ?      | ?      |
| Qiu X.    | ?                   | ?                   | ?                   | ?                   | ?                   | ?      | ?      | ?      | ?      | ?      |
| Tang C.   | ?                   | 313                 | 279                 | 16                  | 18                  | ?      | 313    | 279    | 16     | 18     |
| Wang XY.  | ?                   | ?                   | ?                   | ?                   | ?                   | ?      | ?      | ?      | ?      | ?      |
| Wu Y.     | ?                   | ?                   | ?                   | ?                   | ?                   | ?      | ?      | ?      | ?      | ?      |
| Xu J.     | ?                   | ?                   | ?                   | 50                  | ?                   | ?      | ?      | ?      | 50     | ?      |
| Xu P.     | ?                   | ?                   | ?                   | ?                   | ?                   | ?      | ?      | ?      | ?      | ?      |
| Zhao Y.   | ?                   | ?                   | ?                   | ?                   | ?                   | ?      | ?      | ?      | ?      | ?      |
| Zhong W.  | ?                   | 320                 | 279                 | 21                  | 20                  | ?      | 320    | 279    | 21     | 20     |
| Zhu J.    | ?                   | ?                   | ?                   | ?                   | ?                   | ?      | ?      | ?      | ?      | ?      |

P = presenze; PT = punti totali; AV = attacchi vincenti; MV = muri vincenti; BV = battute vincenti